# Aechmea rodriguesiana
Espèce
Classification phylogénétique
Synonymes
- Aechmea meeana E.Pereira & Reitz
- Chevaliera rodriguesiana (L.B.Sm.) L.B.Sm. & W.J.Kress
- Gravisia rodriguesiana L.B.Sm.

Aechmea rodriguesiana est une espèce de plantes à fleurs de la famille des Bromeliaceae, endémique du Brésil.

## Synonymes
- Aechmea meeana E.Pereira & Reitz[1] ;
- Chevaliera rodriguesiana (L.B.Sm.) L.B.Sm. & W.J.Kress[1] ;
- Gravisia rodriguesiana L.B.Sm.[1].

## Distribution
L'espèce est endémique de l'État d'Amazonas au Brésil.

## Description
L'espèce est épiphyte.